# Acontia fiebrigi
Acontia fiebrigi är en fjärilsart som beskrevs av Hans Zerny 1916. Acontia fiebrigi ingår i släktet Acontia och familjen nattflyn. Inga underarter finns listade i Catalogue of Life.